# Microsoft Store
Microsoft Store (anterior Windows Store), este o platformă de distribuție digitală operată de Microsoft.
A fost creată ca un magazin de aplicații pentru Windows 8, în principal pentru distribuția aplicațiilor Universal Windows Platform.
Odată cu Windows 10 1803, Microsoft a combinat celelalte platforme de distribuție ale sale (Windows Marketplace, Windows Phone Store, Xbox Music, Xbox Video, Xbox Store, și o vitrină web cunoscută tot ca „Microsoft Store”), în Microsoft Store, făcându-l un punct de distribuție unificat pentru aplicați, jocuri video și videoclipuri digitale.
Muzica digitală a fost inclusă până la sfârșitul lui 2017, iar E-books-urile (cărți digitale) au fost incluse până în 2019.
Ca alte platforme similare, precum Google Play și Mac App Store, Microsoft Store e o platformă organizată de către propietar, iar aplicațiile trebiue certificate pentru compatibilitate și conținut.
Microsoft ia 5-15% din prețul de vânzare pe aplicații, iar pentru jocurile Xbox lua 30%, apoi a fost scăzut la 20%, din ianuarie 2015, când profitul dezvoltatorului atinse 25.000 de dolari.
În 2021, 669.000 de aplicații erau disponibile în magazin. Categoriile conținând cele mai multe erau: „Cărți și referințe”, „Educație”, „Divertisment” și „Jocuri Video”.

## Istorie

### Vitrina bazată pe web
Microsoft a menținut anterior un sistem de distribuție digitală similar pentru software cunoscut sub numele de Windows Marketplace, care permitea clienților să achiziționeze software online.
Windows Marketplace a urmărit cheile de produs și licențele, permițând utilizatorilor să-și recupereze achizițiile atunci când schimbă computerele. Windows Marketplace a fost întrerupt în noiembrie 2008. În acest moment, Microsoft a deschis o vitrină bazată pe web numită „Microsoft Store”.

### Windows 8

Logo-ul Windows Store așa cum apare în 2013

Microsoft a anunțat pentru prima dată Windows Store, un serviciu de distribuție digitală pentru Windows, la prezentarea sa din cadrul conferinței „Build developer” din 13 septembrie 2011.
Mai multe detalii anunțate în timpul conferinței au dezvăluit că magazinul va putea deține listări atât pentru aplicațiile tradiționale Windows certificate, cât și pentru ceea ce se numea, la acea vreme, „aplicații în stil Metro”: software bazat pe ghidul de design (proiectare) Microsoft, care sunt monitorizate constant pentru calitate și conformitate. Pentru consumatori, Windows Store este destinat a fi singura modalitate de a obține aplicații în stil Metro.
Deși a fost anunțat împreună cu versiunea „Developer Preview” a Windows 8, Windows Store în sine nu a devenit disponibil până la „Consumer Preview”, lansat în februarie 2012. Actualizările aplicațiilor publicate în magazin după 1 iulie 2019 nu mai sunt disponibile pentru utilizatorii Windows 8 RTM.
Conform politicilor Microsoft privind ciclul de viață, versiunea RTM a Windows 8 nu este suportată din 12 ianuarie 2016, excluzând unele ediții Embedded, precum și echivalentul său de server, Windows Server 2012.

### Windows 8.1
O versiune actualizată a Windows Store a fost introdusă în Windows 8.1. Pagina sa de pornire a fost remodelată pentru a afișa aplicații în categorii axate (cum ar fi populare, recomandate, cele mai bune aplicații gratuite și plătite și oferte speciale) cu detalii extinse, în timp ce a fost adăugată și capacitatea aplicațiilor de a se actualiza automat.
Actualizarea Windows 8.1 a introdus și alte modificări notabile de prezentare, inclusiv creșterea listelor de aplicații de top pentru a returna 1000 de aplicații în loc de 100 de aplicații, o secțiune „alegeri pentru tine” și schimbarea sortării implicite pentru recenzii pentru a fi „cele mai populare”.
Actualizările aplicațiilor publicate în Magazin după 30 iunie 2023 nu mai sunt disponibile pentru Windows 8.1.
Conform politicilor Microsoft privind ciclul de viață, Actualizarea Windows 8.1 a ajuns la sfârșitul suportului extins pe 10 ianuarie 2023, excluzând unele ediții Embedded, precum și echivalentul său de server, Windows Server 2012 R2.

### Windows 10
Windows 10 a fost lansat, împreună cu o versiune actualizată a Windows Store, care a combinat alte platforme de distribuție ale Microsoft (Windows Marketplace, Windows Phone Store, Xbox Video și Xbox Music) într-un magazin unificat pentru Windows 10 pe toate platformele, oferind aplicații, jocuri, melodii, filme, seriale TV, teme (pentru sistemul de operare Windows) și e-books.
După unirea platformelor de distribuție, Windows 8 Mobile, respectiv Windows 8.1 Mobile, nu au mai avut acces la platforma de distribuție prin aplicația Windows Phone Store (care a fost închisă pe 16 decembrie 2019), iar pe Windows 10 Mobile a ajuns o actualizare a aplicației, transformând-o în Microsoft Store.
În iunie 2017, Spotify a devenit disponibil pentru instalare în Windows Store.
În septembrie 2017, Microsoft a început să schimbe brand-ul Windows Store în Microsoft Store, cu o nouă pictogramă care poartă sigla Microsoft. Xbox Store a fost fuzionat în această nouă versiune a platformei. Acest lucru este în conformitate cu strategia de convergență a platformei Microsoft pe toate sistemele de operare bazate pe Windows 10.
Aplicațiile web și software-ul desktop tradițional pot fi împachetate (transformate în aplicații semnate) pentru distribuție în Windows Store. Software-urile desktop distribuite prin Windows Store sunt împachetate folosind sistemul App-V pentru a permite sandboxingul.
În februarie 2018, Microsoft a anunțat că Aplicații Progresive Web (Progressive Web Apps) vor începe să fie disponibile în Microsoft Store, iar Microsoft va adăuga automat aplicații web progresive de calitate selectate prin crawler-ul Bing sau va permite dezvoltatorilor să trimită Progressive Web Apps în Microsoft Store.
Începând cu Windows 10 versiunea 1803, fonturile pot fi descărcate și instalate din Microsoft Store.
La începutul anului 2025, telefoanele cu Windows 10 Mobile nu au mai putut, gradual, accesa platforma Microsoft Store prin aplicație, chiar și cu actualizarea sa făcută.

### Windows 11
În Windows 11, Microsoft Store a primit o interfață actualizată și o nouă fereastră pop-up concepută pentru a gestiona link-urile de instalare de pe site-uri web.
Microsoft a anunțat, de asemenea, o serie de modificări ale politicilor sale de trimitere a aplicațiilor pentru a îmbunătăți flexibilitatea și a face magazinul mai „deschis”, inclusiv sprijinirea a „orice tip de aplicație, indiferent de cadrul aplicației și tehnologia de packaging (împachetare)”, și capacitatea dezvoltatorilor de a utiliza în mod liber platforme de plată primare sau terțe (numai în software non-joc), mai degrabă decât pe cele furnizate de Microsoft.

### Windows Server
Windows Store nu este instalat implicit în Windows Server 2012 sau în versiunile ulterioare ale Windows Server. Aplicațiile care ar fi disponibile în mod normal în Magazin pot fi instalate prin sideloading (transfer de date între două fișiere locale).

## Funcțiile platformei
Microsoft Store este mijlocul principal de distribuire a Aplicațiilor Universale Windows (Universal Windows Platform) către utilizatori. Sideloding-ul aplicațiilor din afara magazinului este acceptată pe Windows 10 ca funcție opțională, cu activarea din setări, dar Windows 8 permite activarea sideloading-ului numai dacă dispozitivul rulează ediția Enterprise a Windows 8 pe un domeniu. Încărcarea laterală pe Windows RT, Windows 8 Pro și pe computere Windows 8 Enterprise fără afiliere la domeniu necesită achiziționarea de licențe suplimentare prin licențiere de volum. Dezvoltatorii individuali se pot înregistra pentru 19 USD, iar companiile pentru 99 USD.
Inițial, Microsoft lua 30% din vânzările de aplicații până când a ajuns la 25.000 USD în venituri, după care lua doar 20%. La 1 ianuarie 2015, reducerea care a fost făcută la 25.000 USD a fost eliminată, iar Microsoft 30% din toate achizițiile de aplicații, indiferent de vânzările totale. Începând cu 1 august 2021, Microsoft ia doar 12% din vânzările aplicației. Sunt permise și tranzacții cu terți, din care Microsoft nu ia nimic.

### Aplicații și jocuri Windows
În 2015, peste 669.000 de aplicații erau disponibile în magazin, inclusiv aplicații pentru Windows NT, Windows Phone și universale, care funcționează pe ambele platforme. Categoriile care conțin cel mai mare număr de aplicații sunt „Jocuri”, „Divertisment”, „Cărți și referințe” și „Educație”. Majoritatea dezvoltatorilor de aplicații au o singură aplicație. Atât aplicațiile gratuite, cât și cele plătite pot fi distribuite prin Microsoft Store, cu costuri variind de la 0,99 USD până la 999,99 USD. Dezvoltatorii din 120 de țări pot trimite aplicații în Microsoft Store. Aplicațiile pot accepta oricare dintre cele 109 limbi, cu condiția să accepte una dintre cele 12 limbi de certificare a aplicațiilor.
Din 2016 până în 2019, majoritatea jocurilor Microsoft Studios portate pe PC au fost distribuite exclusiv prin Microsoft Store. Microsoft a abandonat ulterior această strategie în mai 2019, pe fondul criticilor față de limitările cu care se confruntă jocurile bazate pe UWP și a dorinței de a vinde jocuri și pe platformele concurente, cum ar fi Steam.Noua aplicație Xbox a devenit ulterior principalul capăt de front pentru jocurile de PC disponibile prin Microsoft Store și, de asemenea, integrează serviciul de abonament PC Game Pass.

### Filme și emisiuni TV
Filmele și emisiunile de televiziune sunt disponibile pentru cumpărare sau închiriere, în funcție de disponibilitate. Conținutul poate fi redat în aplicația Microsoft Movies & TV (disponibilă pentru Windows 10, Xbox One, Xbox 360 și Xbox X/S) sau în aplicația Xbox Video (disponibilă pentru computere și tablete Windows 8/RT și Windows Phone 8).
În Statele Unite, un cont Microsoft poate fi conectat la serviciul de încuietoare digitale Movies Anywhere (este necesară înregistrarea separată), care permite redarea conținutului achiziționat pe alte platforme (de exemplu, MacOS, Android, iOS).
Microsoft Movies & TV este disponibil în prezent în următoarele 21 de țări: Australia, Austria, Belgia, Brazilia, Canada, Danemarca, Finlanda, Franța, Germania, Irlanda, Italia, Japonia, Mexic, Țările de Jos, Noua Zeelandă, Norvegia, Spania, Suedia, Elveția, Statele Unite și Regatul Unit. În prezent, achiziția de emisiuni TV nu este acceptată în Belgia.

### Funcții îndepărtate

#### Muzică
Pe 2 Octombrie 2017, Microsoft a anunțat că vânzarea de muzică digitală pe Microsoft Store va ceda, după discontinuarea lui Groove Music Pass. Utilizatorii au putut transfera muzica lor în Spotify până pe 31 Ianuarie 2018.

#### Cărți
Cărțile cumpărate de pe Microsoft Store erau accesibile pe Microsof Edge bazat pe EdgeHTML. Abilitatea de a deschide e-books ePub a fost îndepărtată odată cu tranziția spre Microsoft Edge bazat pe Chromium. 
Pe 2 Aprilie 2019, Microsoft a anunțat că vânzarea de e-books a cedat. Din cauza licențelor DRM care nu trebuiau reînoite, toate cărțile au devenit inaccesibile la 19 Iulie 2019, iar Microsoft a returnat automat banii celor care au cumpărat cărți de pe acel serviciu.

## Linii de ghidare și dezvoltatori
Similar cu Windows Phone Store, Microsoft Store este reglementat de Microsoft. Solicitanții trebuie să obțină aprobarea Microsoft înainte ca aplicația lor să devină disponibilă în magazin. Aceste aplicații nu pot conține, susține sau aproba, blasfemie, obscenități, pornografie, discriminare, defăimare sau conținut ofensator din punct de vedere politic. De asemenea, ele nu pot conține conținut care este interzis sau ofensator pentru jurisdicția, religia sau normele pieței țintă. De asemenea, ei nu pot încuraja sau facilita violența, drogurile, tutunul, alcoolul și armele.
Emulatorii de console de jocuri video care sunt „în primul rând experiențe de joc sau vizează Xbox One” și browserele web terțe care folosesc propriile layout engine sunt interzise în Microsoft Store. Microsoft a indicat că poate dezactiva sau elimina de la distanță aplicațiile din sistemele utilizatorilor finali din motive de securitate sau legale; în cazul aplicațiilor plătite, rambursările pot fi emise atunci când se face acest lucru.
Microsoft a interzis inițial conținutul clasificat PEGI „18” din magazinul din Europa. Cu toate acestea, criticii au remarcat că acest lucru a făcut ca politicile de conținut să fie mai stricte decât s-au dorit, deoarece unele jocuri clasificate PEGI 18 sunt evaluate „Mature” pe sistemul ESRB din S.U.A., care este următoarea cea mai mică evaluare înaintea celei mai înalte evaluări, „Numai pentru adulți”. Orientările au fost modificate în decembrie 2012 pentru a elimina discrepanța.
Pe 8 octombrie 2020, Microsoft a anunțat angajamentul față de zece „principii” de corectitudine față de dezvoltatori în funcționarea a Microsoft Store. Acestea includ transparența asupra regulilor, practicilor și a „interfețelor de interoperabilitate” Windows, fără a împiedica platformele pentru distribuția de aplicații concurente să ruleze pe Windows, perceperea dezvoltatorilor de „taxe rezonabile” și nu „forțarea” acestora să includă achiziții în aplicație, permițând accesul la magazin de către orice dezvoltator, atâta timp cât software-ul lor îndeplinește „standardele și cerințele obiective”, nu blocând aplicațiile bazate pe modelul lor de afacere, cum livrează serviciul, cum procesează ei plata, nu împiedică dezvoltatorii „să comunice direct cu utilizatorii lor prin intermediul aplicațiilor lor în scopuri comerciale legitime”, să nu folosească datele private din magazin pentru a influența dezvoltarea concurenței pentru software de către Microsoft și să mențină propriul software la aceleași standarde ca și alții din magazin. Anunțul a venit în urma unui proces împotriva Apple, Inc. și Google LLC de către Epic Games pentru presupuse practici anticoncurențiale conduse de propriile magazine de aplicații.
Odată cu lansarea Windows 11, Microsoft a anunțat că nu va avea nevoie de software (cu excepția jocurilor) distribuite prin Microsoft Store pentru a-și folosi propriile platforme de plată și că va permite, de asemenea, platformelo terțelor părți (cum ar fi Amazon Appstore, care va fi folosit pentru suportul pentru aplicațiile Android și Epic Games Store) să ofere clienților lor pentru descărcare prin Microsoft Store.

## Unelte pentru dezvoltatori
În adiție cu interacțiunea directă a utilizatorului cu platforma, Microsoft Store are și un portal pentru dezvoltatori cu care dezvoltatoii pot interacționa.
Portalul pentru developeri Windows are următoarele secțiuni pentru fiecare aplicație:
- Sumarul aplicației: O pagină cu o imagine de ansamblu a unei aplicații selectate, incluzând un chart al descărcărilor, un chart sl calității, un sumar financiar și un chart al vânzărilor.

- Adopția aplicației: O pagină conținând adopția aplicației, incluzând conversiile, referirile și descărcările.

- Rating-ul (recenziile) aplicației: Un sumar cu rating-urile aplicație, inclusiv cu abilitatea de a filtra rating-urile în funcție de regiune.

- Calitatea aplicației: O pagină cu o imagine de ansamblu a excepțiilor care au apărut în aplicație.

- Finanța aplicației: O pagină unde un dezvoltator poate descărca toate tranzacțile legate de aplicația sa.

Microsoft Store oferă unelte de dezvoltator pentru urmărirea aplicațiilor în magazin.
Graficul prezintă și un detaliat sumar de utilizatori după piață, vârstă și regiune, plus chart-uri cu numărul de descărcări, cumpărările și timpul petrectu într-o aplicație.

## Primire
Microsoft Store a primit multe recenzii negative încă de la începutul său.  Indisponibilitatea aplicațiilor populare a fost motivul principal pentru primirea negativă a magazinului. Phill Spencer, șeful diviziei de gaming (jocuri video) a Microsoft a fost de acord, și el, că Microsoft Store „e nașpa”.  Ca un rezultat, Office a fost îndepărtat ca o aplicație instalabilă de pe Microsoft Store și s-a făcut o redirecționare către site-ul său. Malware a pătruns și el pe platformă, mascându-se în jocuri populare.